# Meganephria renalis
Meganephria renalis är en fjärilsart som beskrevs av Edward P. Wiltshire 1941. Meganephria renalis ingår i släktet Meganephria och familjen nattflyn. Inga underarter finns listade i Catalogue of Life.